# Big Finish Productions
Big Finish Productions è una società britannica che produce libri (audio) e spettacoli radiofonici. L'azienda è particolarmente nota come partner ufficiale della BBC per i suoi ormai oltre 1000 spettacoli radiofonici canonici dal cosiddetto Whoniverse. Da marzo 2009 l'azienda pubblica anche il mensile gratuito Vortex, in cui vengono presentate, discusse e integrate con interviste le nuove produzioni audio.

## Panoramica
Molte delle trasmissioni radiofoniche sono basate su famose serie di fantascienza o fantasy. Ad esempio, sono state pubblicate trasmissioni radiofoniche sulla soap opera gotica Dark Shadows e le serie di fantascienza Blake's 7 e Zaffiro e Acciaio. I più noti sono le serie radiofoniche di Big Finishes Doctor Who e le loro derivazioni. Nella maggior parte delle produzioni Big Finish, alcuni o tutti i personaggi sono pronunciati dagli attori noti della serie. Vari altri attori famosi sono apparsi anche nelle produzioni Big Finish, tra cui Sir Derek Jacobi CBE, David Warner e Benedict Cumberbatch CBE.. Big Finish è iniziato con le produzioni radiofoniche. Successivamente hanno sviluppato le molte diverse serie di giochi radiofonici che ora sono offerti su CD o come download. Il nome Big Finish è stato ispirato dall'episodio The Big Finish della serie per bambini Press Gang di Steven Moffat.

## Serie di riproduzioni radiofoniche
- Stargate SG1/Atlantis[5]
- Dark Shadows[1]
- Zaffiro e Acciaio[6]
- Blake's 7[7]
- 2000 AD[8]
- Terrahawks[8]
- Agente speciale[9]
- Il prigioniero[10]
- Sherlock Holmes[11]
- Survivors[8]
- The Omega Factor[8]
- The Tomorrow People[12]
- Torchwood[13]
- Robin Hood[14]
- Highlander[15]
- Il ritratto di Dorian Gray[8]
- Pathfinder[8]